# Функция Бурже
Функция Бурже — неэлементарная фу́нкция, которая является интегральным обобщением бесселевых функций. Введена Ж. Бурже в 1861 г. Она определяется следующим образом:
{\displaystyle {\mathsf {J}}_{n,k}(z)={\frac {1}{\pi }}\int _{0}^{\pi }(2\cdot \cos \theta )^{k}\cdot \cos(n\theta -z\cdot \sin \theta )d\theta }
Очевидно, что при {\displaystyle k=0} получается функция Ангера.